# カルドセプト セカンド
『カルドセプト セカンド』 (Culdcept II) は大宮ソフトが開発し2001年7月12日にドリームキャストで発売されたトレーディングカード･ボードゲーム。『カルドセプト』の第2シリーズ。
2002年9月26日には『カルドセプト セカンド エキスパンション』(Culdcept II EXPANSION) としてPlayStation 2に移植された。

## ストーリー
女神カルドラが創りし創生の書「カルドセプト」。かつて、バラバラに破壊されカードとして散らばったそれら全てを集めた者は神となり、あらゆる願いをかなえることが出来るという伝説があった。
カルドセプトの破片のカードから力を引き出すことでクリーチャーを召喚したり、さまざまな魔法を使えるものはセプターと呼ばれ、カルドセプトを巡って戦いが繰り広げられた。
やがて、カルドセプトを復活させたセプターは神となり新たなる世界を創生した。新たなる世界からさらに新たな世界が生まれていった。このカルドセプトの輪廻は永遠に続くかに思われたが、ある時、カルドラは恐ろしい未来を予知する。邪悪なる者がカルドセプトを手にしたとき、この世界は終わってしまう…。カルドラは邪悪なる者が生まれるという世界「ソルタリア」に従者ゴリガンを派遣した。

## 概要
セガサターン版「カルドセプト」は高いゲーム性から熱狂的なファンを生み、PlayStation版「カルドセプト エキスパンション」、「カルドセプト エキスパンション プラス」といった作品が発売されていた。これらはゲームバランスの調整、新マップの追加などが行われていたが、ストーリーやルールは1作目と同じであった。2001年にカルドセプトの完全新作として発売されたのがこの「カルドセプト セカンド」である。ストーリー、キャラクター、マップが一新され新カードも大幅に投入された。またゲームルールもより分かり易く整理された。
前作ではイメージイラストとして参加していた加藤直之がカードグラフィックにも参加、さらに開田裕治、寺田克也、古代彩乃、花山由理といったイラストレーターが参加している。作曲は「ロマンシング サ・ガ」で知られる伊藤賢治が担当し、全て新曲となっている。

## カルドセプト セカンド
- カードの種類：459枚
- 収録マップ数：20+追加マップ16

本体スペックに合わせ、解像度も細かくなりグラフィックは向上した。ビジュアルメモリの画面で簡単なステータスを見る事が出来たのもこの作品の特徴である。新規要素として複数のプレイヤーがチームを組んで対戦出来る同盟戦が追加。また、対戦時の細かい設定が可能になり、ラウンド制限や一手あたりの時間制限が可能になったのも本作からである。また、AIキャラの作成が可能になり、CPUプレイヤーに自分で作成したブックを持たせる事も可能になった。
リプレイを記録することも可能になり、ネットワークを通じてリプレイデータの配布も行うことができた。
マップでは、通常地形に「複属性」、特殊地形に「橋」・「占い館」が追加された。また、通過していない砦を通った時に砦ボーナスとして魔力がもらえるようになった。
シリーズでは初めて通信対戦機能を備えた。利用料金は30日間400ドリム（400円）、90日間1000ドリム（1000円）。ただし、サーバー接続型のシステムを採用し、個々のIPアドレスを指定しての各ユーザ同士のダイレクト接続が不可能であった為、サービスが終了した2003年3月31日より後は、このソフトを使った通信対戦は不可能となった。

## カルドセプト セカンド エキスパンション
- カードの種類：492枚
- 収録マップ数：40+ダウンロード専用マップ9

基本的なルール、システム等はDC版「セカンド」を踏襲したバージョンアップ移植。
「エキスパンション（拡張）」の名前が示す通り、前作にさらに約30枚のカードが追加され過去最大の約480種類になり、さらなるゲームバランス調整のため60種類のカードの性能に変更が加えられた。また、DC版ではダウンロード専用だったマップやカードがメダル（後述）により入手可能になっており、「カルドセプト1」のマップ10面も追加収録されている。
新要素として特定の条件を満たした時に全50種類のメダルが貰えるようになり、ソロプレイでのやりこみや記録への挑戦といった新たな楽しみが追加された。
ただし、DC版に有った通信対戦機能は無くなり、ネットワーク機能は追加データの配信を受けたり、データのアップロード、ダウンロード、公式サイトの閲覧などが出来るだけになった。なお、ネットワーク機能はアナログモデム、ネットワークアダプタ、BBユニットの全てに対応している。薄型PS2およびPS3(初期型のみ)では内蔵されているLANコネクタにより、追加機器なしでネットワーク接続することが可能で上記のコンテンツ全てを利用することが可能である。
韓国では2003年10月16日に発売され、大会も開催された。北米ではCuldcept(カルドセプト)という題名で、2003年12月4日に発売された。
プレイヤーの間では長く楽しまれており、発売から5年が経過した2007年にも追加マップが配信された。

## 主な登場キャラクター
- 主人公 - プレイヤーの分身たるセプター。名前や姿は自分で選択することが出来るが、その後の変更は不可。
- ゴリガン - カルドラ神の使いとしてソルタリアに降り立った「生きた杖」。セプター能力も備えており、出会いの地・デュナンにて練習相手として戦ってくれる。
- ライバーン - 黒い服に身を包んだ隻眼の自称「ソルタリア1のカードハンター」。何度も主人公の前に立ちはだかる。29歳。
- ザゴル - ダムウッドの森にアジトを持つ盗賊の首領。非常に好戦的でパワータイプのブックを使う。34歳。
- セレナ - マルセスブルク城のおてんば姫。火属性と地属性のブックを使う。自分から戦闘をしかけることは滅多にない。16歳。
- レオ - 妹の敵を討つために旅を続ける青年セプター。水属性と風属性のブックを使う。17歳。
- ルシエン - アトラ山の山頂にある預言者の神殿に住む聖者。ソルタリア三賢者の一人。様々なスペルカードを使用する。24歳。
- ジェミナイ - ソルタリアに潜む、宇宙を破滅へ誘うとされる謎の人物。
- ゼネス - 前作から引き続き登場。本作では大人に成長している。別次元に存在するリュエード出身の次元の放浪者。物語上直接絡まないがある程度進行させると出会いの地・デュナンに現れる。

## 追加ルール
領地能力
特定のクリーチャーだけが持つ特殊能力。領地コマンドで使用できる。
「種族」の廃止
前作にあったクリーチャーの種族区分が無くなった。これに伴い、アイテム毎で設定されていた種族への使用制限は、クリーチャー毎に設定されアイテム制限となった。また、種族が関わる前作のカードのいくつかが廃止もしくは効果が変更された。
全体能力
アイドルと呼ばれるクリーチャーだけが持つ特殊能力。配置することでゲームに影響を与える特殊な効果を発生させる。
砦ボーナス
セプターが未通過の砦（チェックポイント）を通過すると少量の魔力が得られる。
橋
特殊地形の一つ。通過または停止すると、既定の離れた場所へ移動する。
占い館
特殊地形の一つ。停止すると、自分のブックから選んだ種類（クリーチャー・アイテム・スペル）のカードを1枚引ける。
複属性地形
クリーチャーを配置できる土地で、無属性以外のクリーチャーは全て地形効果を得られる。しかし、土地の連鎖は起こらない。通常の土地よりも安く地形変化が可能。
同盟戦
AIを含め最大4人のプレイヤーが同盟を組んで、ゲームを競い合う。1つの同盟は1～3人で構成される。目標達成のための魔力は、同じ同盟の各人の総魔力を合計したものとなる。また、同じ同盟プレイヤーの所有する土地は、連鎖の対象に加えられるようになる。
- ドリームキャストのオンライン対戦では、AIは参加させることができなかった。

## マップ
マップは基本のストーリーマップは16種類、対戦モード専用のマップが4種類、DC版、PS2版共通のエキストラマップが10種類、DC版専用のダウンロードマップが5種類、PS2版専用のエキストラマップが10種類、PS2版専用のダウンロードマップが9種類存在する。（DC版は計35種類、PS2版は計49種類のマップがある）
出会いの地デュナン
分岐は無く、地水火風の土地が4マスずつ、城と砦が一つずつというシンプルなマップ。狭いため4人対戦では土地の奪い合いが起きやすい戦闘マップ。
盗賊の森ダムウッド
砦は西と東に一つずつ存在し、両方を通過しないと城に戻っても周回したことにならない。分岐が初登場。また、「ほこら」が存在し、止まると様々な効果が発動する。
王都マルセスブルク
8の字の形をしたマップ。砦は北と南に一つずつ存在。「占い館」が初登場し、ここに止まると自分のブックからカテゴリーごとに好きなカードを1枚だけ手札に加えることができる。火属性の土地と地属性の土地が1マスずつ多い。2002年全国大会の店舗予選で使用された。
神の降り立つ山アトラ
エリアが東と西で分かれており、橋で連結しているマップ。東エリアと西エリアでは、同じ属性の土地を持っていても連鎖しない。東と西の土地に占い館、ほこらが1つずつ存在する。
預言者の神殿1
護符の売買ができる「聖堂」が初登場するマップ。エリアが北と南に分かれている上、土地の数が少ないため土地の連鎖のみでは目標魔力を達成することは困難。護符の運用がカギを握る。
雪原の炭鉱ラビド
×の字をした北エリアと菱形の南エリアに分かれたマップ。北エリアに2箇所の、南エリアに1箇所、計3箇所の砦がある。また、無属性の土地が初登場し、自分の領地にすれば地形変化で好きな属性にすることが可能。南エリアには聖堂、占い館、ほこらも存在する。
賢者の島ダーハン
乗ると別のエリアに転送される「転送円」が初登場するマップ。転送円に乗ると離れ小島の東エリアに飛ばされ、もう一度転送円に乗らないと帰って来られない。本島である西エリアは漢字の「日」のような構成になっている。三叉路の土地2箇所が複属性になっている。
10周年記念
カルドセプト誕生10周年を記念して2007年11月30日に配信されたPS2用ダウンロード専用マップ。マップ全体が「10th」と読める形をしている。エリアは「1」エリア、「0」エリア、「th」の3つに分かれている。「1」と「0」は橋で繋がっているが、聖堂のある「th」エリアには転送円を踏まないと行けない。
コロッセウム2
カルドセプトサーガのマップの1つで10周年記念PS2用ダウンロード専用マップその2。マップ上部が火と地属性、マップ中部が風と水属性のルートになっていて分岐している。
エツメル山・改
カルドセプトサーガで使われたマップの改訂版で10周年記念PS2用ダウンロード専用マップその3。分岐と聖堂が多数ある。一つのマップに聖堂が4箇所もあるのはこのマップのみ。ただし、初期の護符価値が22と高く設定されているため、護符を多数買うのは難しい。

## 大会
「ALL JAPAN CEPTER'S CUP 2001」（オールジャパンセプターズカップ2001）
第3回公式全国大会。2001年にドリームキャスト版「カルドセプト セカンド」を用いて行われた。ネット対戦、AI対戦、店舗予選の3通りのエントリーにより合計64名が2001年12月に東京に集い、激戦を繰り広げた。本選で使用されたマップは「踊る人形」。この大会の模様はエンターブレインよりDVDに収録されて発売されている。バグにより決勝戦のリプレイデータは配信されていない。優勝者は漫画「カルドセプト」にも出演を果たした。
「ALL JAPAN CEPTER'S CUP 2002」（オールジャパンセプターズカップ2002）
第4回公式全国大会。2002年末にPS2版「カルドセプト セカンド エキスパンション」を用いて行われた大会。全国の店舗で予選を勝ち抜いた56名とファミ通カップ上位入賞者3名、電撃カップ上位入賞者3名、編集部大会優勝者、前回優勝者の合計64名が東京で行われた本選大会に参加した。本選マップは「鳥羽根揚羽」。

## 関連商品

### 攻略本
- カルドセプトセカンド 公式ガイドブック (メディアファクトリーオフィシャル) - 佐藤 水絵 (著)、CB’S PROJECT (著)、メディアファクトリー (2001/07)
- カルドセプトセカンド公式完全ガイド - ファミ通書籍編集部 (編集) 、エンターブレイン (2001/09)
- カルドセプトセカンドエキスパンション オフィシャルガイド - 元宮 秀介 (著)、ワンナップ (著) 、アスペクト (2002/09)
- カルドセプトセカンドエキスパンション 公式ガイドブック - 猿楽庁remixed by OS2 (著) 、メディアファクトリー (2002/09)
- カルドセプトセカンドエキスパンション 公式完全ガイド - ファミ通書籍編集部 (編集) 、エンターブレイン (2002/11)

### CD
- 「カルドセプト セカンド」オリジナル・サウンドトラック (SMEビジュアルワークス) 2001年7月4日発売
- 「カルドセプト セカンド」オリジナル・サウンドトラック DELUXE (Five Records) 2007年11月21日発売

### DVD
- ALL JAPAN CEPTER'S CUP 2001 カルドセプト セカンド 新しき伝説への道 (エンターブレイン) 2002年2月28日発売

2001年に行われた第3回公式全国大会の模様を収めたDVD。